# This Little Life
This Little Life é um telefilme britânico de 2003, do gênero drama, dirigido por Sarah Gravon com roteiro de Rosemary Kay. 
Vencedor de dois prêmios BAFTA, conta a história de um casal e seus conflitos após o nascimento de um filho prematuro. 

## Elenco
| Ator            | Papel            |
| --------------- | ---------------- |
| Kate Ashfield   | Sadie MacGregor  |
| David Morrissey | Richie MacGregor |
| Peter Mullan    | Consultor        |
| Anthony Borrows | Luke             |
| Sian Reeves     | Glenda           |
| Alan Stocks     | Alan             |